# Life Less Frightening
"Life Less Frightening" é uma canção escrita pela banda norte-americana Rise Against.
É o terceiro single do terceiro álbum de estúdio Siren Song of the Counter Culture.

## Desempenho nas paradas musicais
| Parada musical (2005)              | Posição |
| ---------------------------------- | ------- |
| Estados Unidos - Alternative Songs | 33      |